# Pesten i Stockholm 1710–1711
Pesten i Stockholm 1710–1711 var en del av den senaste stora pestepidemin som drabbade Sverige. Epidemin anlände till Stockholm sommaren 1710 via fartyg från pestdrabbade områden i Östersjöregionen och blev snabbt den svåraste pestepidemin i stadens historia. Cirka 22 000 personer, eller cirka 40 procent av Stockholms invånare, dog till följd av sjukdomen.
Myndigheterna vidtog flera åtgärder för att stoppa smittspridningen, såsom införandet av karantänsregler, upprättandet av särskilda pestsjukhus och fattigkyrkogårdar samt strikta hygienföreskrifter. Trots dessa insatser fortsatte sjukdomen att spridas, framförallt bland fattiga. Epidemin orsakade även en omfattande flykt från huvudstaden; bland annat flydde hovet till Sala i Bergslagen.

## Historik

### Bakgrund
Pesten kom söderifrån och hade år 1709 nått Östersjön. När budskapet om detta kom utfärdade den svenska regeringen i augusti 1709 en förordning "huru med de från misstänkte och besmittade orter anländande skepp och farkoster förhållas skulle". Vissa orter bestämdes till karantänsplatser. I Stockholms grannskap blev det Sandhamn och Vaxholm. Där skulle passagerare och besättning hållas under observation i 40 dygn. Under tiden skulle deras kläder och tillhörigheter grundligt vädras och rökas.

### Första fallen
Pesten tros ha kommit till Stockholm i juni 1710 med ett fartyg från Livland som passerade genom Stäket. Skepparen avled senare på Ersta krog. Bland passagerarna var en sjuk med bölder under armarna och en annan dog hastigt. Tio dagar senare då fartyget redan låg på Stockholms ström var fyra rodderskor, som hade hämtat passagerarna, döda. När myndigheterna väl började misstänka att det kunde röra sig om pesten undvek de emellertid i det längsta att benämna sjukdomen med dess rätta namn för att inte stoppa stadens sjöfart.
Först den 9 augusti blev pestfaran föremål för överläggningar inom Collegium medicorum efter en påstötning från regeringen. Pestuppgifterna bedömdes dock då som obekräftade. Men en dag kom en skräddare som bodde i glasmästarhuset på Ladugårdslandet till Urban Hjärne, som ledde kollegiet, och berättade att hans hustru låg illa sjuk, "havandes i ljumsken en öm och stor bölda", och att tio personer i samma gård hade dött efter endast tre dygns sjukdom. Vid kollegiets nästa sammanträde, den 19 augusti, redovisades en undersökning av fallen och man fann till slut att det verkligen rörde sig om pesten.

### Myndigheternas åtgärder
Det första myndigheterna nu gjorde var att förordna en särskild pestdoktor: doktor Herman Grim, som tidigare hade studerat pesten på Ceylon, Java och Sumatra. Till hans biträde vid skötseln av de sjuka förordnades en barberare Ziervogel med två gesäller till hjälp. Samtliga dessa personer avlönades av staden mot skyldighet att kostnadsfritt betjäna fattiga som angripits av pesten. Åt dem tillhandahöll man också gratis läkemedel på apoteken. Kort därefter utfärdade regeringen en skärpt förordning angående personer som kom från pestsmittad ort. "Ingen", heter det, "vare sig bönder i skärgården eller roddarepigor och andra, må understå sig slike personer att inpraktisera eller befordra och hysa, vid livsstraff tillgörande." Vid denna tidpunkt hade pestsmittan dock redan fått omfattande spridning i Stockholm.
Bland de andra åtgärder som vidtogs märks förnyandet av gamla förordningar om renlighet på gatorna och i husen. Collegium medicorum framhöll särskilt vikten av att gatorna befriades från "träck, as och orenlighet", och att man där inte kastade ut de sjukas avföring och sänghalm. Stadsborna förbjöds också att hålla sig med svin. Även hundar och katter skulle dödas varhelst de anträffades, "eftersom de lätteligen kunna bringa någon smitto i husen". För att rena luften förordnades att det skulle rökas tre gånger om dagen enris, hästgödsel och "andra till rökverk tjänliga saker", inte endast i husen utan även på torg och allmänna platser.
Vidare skulle varje pestsmittat hus utmärkas med ett vitt kors och det förbjöds vid dödsstraff att ta bort dessa kors eller att i illasinnat syfte rita kors på andras portar. Ingen utom läkaren, prästen och likbäraren fick släppas in i de pestsmittade husen. Även de friska som bodde i pestsmittade hus hölls till en början avstängda från yttervärlden men fick senare tillstånd att gå ut när det var nödvändigt. De skulle dock då ha vissa "varmärken" så att de kunde kännas igen: en vit käpp för män och "ett vitt kläde bundet över munnen" för kvinnor.
Det blev också förbjudet att flytta till en annan adress. Vid misstanke om att man höll på att insjukna var man skyldig att omedelbart tillkalla läkare eller barberare genom att hänga ett vitt lintyg i sitt fönster. Ett krav för att få tillåtelse att passera in eller ut genom Stockholm tullar var att man hade ett så kallat sundhetspass. Sådana utfärdades först av magistraten och senare av Collegium medicum.

### Sjukhus och fattigkyrkogårdar
Viktigast av allt var dock att så fort som möjligt få i ordning ett allmänt sjukhus. Den 20 september kunde också Collegium medicorum tillkännage att en sådan anstalt upprättats på Ladugårdslandet vid nuvarande Fredrikshov. Sjukhuset blev snart otillräckligt, varför även det så kallade Rörstrandshuset måste användas för samma ändamål. Och då inte heller det räckte till fick man föra många sjuka till Skeppsholmen. Dödssiffrorna i staden tilltog snabbt, och för sista veckan i oktober uppgick de till över 1 700.
För att kyrkogårdarna inte skulle bli överfyllda med lik anordnades fattigkyrkogårdar i olika trakter av staden, där de som inte hade egna gravplatser skulle begravas, såsom vid Rörstrand samt på Båtsmanskyrkogården på Ladugårdslandet. Här blev de döda nedkastade i stora gropar på varandra, och kalk ströddes mellan liken. Locken på kistorna samlades i en hög och brändes tillsammans med nedsmittade kläder. Men snart blev både de gamla och de nya begravningsplatserna överfyllda med lik, så att jorden knappt täckte dem. Till sist hann man inte ens få dem alla i jorden. På Katarina kyrkogård i fick till exempel en gång 170 lik stå ovan jord – somliga i åtta dagar. Anordningen med fattigkyrkogårdar väckte också på sina håll ovilja fån allmänheten. "Största besväret", skrev Jesper Swedberg, "var med menige hopen, som ingalunda ville låta sina av pesten omkomna begravas utom kyrkogårdarna. Givande sig intet så mycket över all den olägenhet, som pestilentsien med sig hade, såsom över detta." De uppgavs själva släpa sina anhörigas lik till de "riktiga" kyrkogårdarna om nätterna. Och hellre än att de döda skulle behöva vila i ovigd jord lät man dem ligga och förruttna därhemma.

### Hovets flykt från huvudstaden
De som hade råd och möjlighet lämnade den pestsmittade huvudstaden och begav sig till tryggare orter, mest till Bergslagen, som av ålder hade rykte för att vara skyddad för "pestångorna" genom svavel- och roströken. Hovet flyttade i slutet av september till Sala, som ansågs som den säkraste orten. I ett brev från Bender till sin syster Ulrika Eleonora skrev Karl XII i januari 1711:
| ” | Jag förnimmer, sjukdomen har varit så stor i Stockholm, så att min kära syster och drottningen begivit sig till Salberget. Jag vill hoppas, den orten lärer bliva sund, efter som säjes, där som svavellukt är, att dit intet sjukdomen kommer. Men jag beder läll [likväl], att man söker på allt möjeligt sätt taga sig till vara och intet väntar sjukdomen i nejden, om hon skulle komma närmare, utan begiver sig dit, som hålles mest fritt för sjukdomen. Min kära syster beder jag för all ting söka konservera sin hälsa, om mig skall unnas något nöje. | „ |

För att göra hovets tillflyktsort ännu tryggare utfärdade myndigheterna ett förbud för andra att resa dit. Den som hyste någon främmande i området tre mil runt Sala fick böta femtio riksdaler silvermynt, och den som reste dit fick böta hundra riksdaler.

### Epidemin klingar av
Pestutbrottets offer i Stockholm beräknas till 22 000, eller nästan en tredjedel av stadens befolkning. Smittan drabbade främst kvinnor (45,3% av de döda) och barn (38,7% av de döda) i de fattigare kvarteren utanför Gamla stan.
Båda pestläkarna, två andra läkare och tjugu präster fanns bland dödsoffren. Docenten, sedermera biskop Andreas Rhyzelius, som vistades i Stockholm under hela den tid pesten härjade där, berättar i sin levnadsbeskrivning att nio personer fick sätta livet till av pestbölder i det hus på Södermalm där han bodde. Han skriver:
| ” | Den 13 januari 1711 vågade jag ifrå Södermalm mig neder till staden. Där såg tomt och bedröveligt ut, evart jag kom. De bekante, som jag sökte, voro antingen döde eller utreste. Många hus och verkstäder stodo alldeles öde. Några voro utplundrade och fönstren inslagne av odygdigsmän, som ock då icke försummat sina illgärningar. På Stortorget, som är likasom stadens börs, fann jag allenast tre personer, svart klädda, stående klockan 12. De uppfyllde mig med så många sorgeliga berättelser, att jag tillika med dem brast ut i tårar, och gråtandes gick jag hem igen. | „ |

I slutet av oktober började farsoten i Stockholm att sakta av. I december avtog smittan hastigt i kraft, och bönsöndagen den 30 april 1711 hölls i alla huvudstadens kyrkor en "tacksäjelse till Gud, som den svåra pestilentsian här i Stockholm nådeligen upphöra och stanna låtit".